# 2018-as brit TCR-szezon
A 2018-as brit TCR-szezon a brit TCR-bajnokság első évada volt. A bajnokság április 1-én vette kezdetét Silverstone Circuit versenypályán és október 14-én ért végét a Donington Parkban. A bajnokságot Daniel Lloyd nyerte meg.

## Csapatok és versenyzők
A bajnokság résztvevői Yokohama abroncsokkal teljesítették a szezont.
| Csapat                     | Autó                         | #  | Versenyző         | Fordulók |
| -------------------------- | ---------------------------- | -- | ----------------- | -------- |
| Wolf-Power Racing          | Renault Mégane TCR           | 5  | Alex Morgan       | 3        |
| Verizon Connect Racing     | Honda Civic Type R TCR (FK8) | 8  | Finlay Crocker    | 1–4, 6–7 |
| Verizon Connect Racing     | Honda Civic Type R TCR (FK8) | 88 | Ashley Sutton     | 5        |
| Pyro Motorsport            | Honda Civic Type R TCR (FK8) | 32 | Oliver Taylor     | 3–7      |
| Pyro Motorsport            | Honda Civic Type R TCR (FK2) | 32 | Oliver Taylor     | 1–2      |
| JP Racing                  | Honda Civic Type R TCR (FK2) | 28 | Josh Price        | 7        |
| BMR Autoglym Academy       | Honda Civic Type R TCR (FK2) | 28 | Josh Price        | 2–3      |
| Laser Tools Racing         | Alfa Romeo Giulietta TCR     | 16 | Aiden Moffat      | 1–2      |
| Laser Tools Racing         | Alfa Romeo Giulietta TCR     | 61 | Derek Palmer Jr.  | 1–2      |
| DPE Motorsport             | Alfa Romeo Giulietta TCR     | 61 | Derek Palmer Jr.  | 3–5      |
| DPE Motorsport             | Alfa Romeo Giulietta TCR     | 76 | Robert Gilmour    | 3–5      |
| WestCoast Racing           | Honda Civic Type R TCR (FK2) | 19 | Andreas Bäckman   | 6        |
| WestCoast Racing           | Volkswagen Golf GTI TCR      | 19 | Andreas Bäckman   | 1–5, 7   |
| WestCoast Racing           | Volkswagen Golf GTI TCR      | 23 | Daniel Lloyd      | összes   |
| WestCoast Racing           | Volkswagen Golf GTI TCR      | 26 | Jessica Bäckman   | összes   |
| Maximum Motorsport         | Volkswagen Golf GTI TCR      | 27 | Tim Docker        | 5        |
| Maximum Motorsport         | CUPRA León TCR               | 95 | Stewart Lines     | 1, 3–7   |
| Maximum Motorsport         | CUPRA León TCR               | 45 | Carl Swift        | 3–5, 7   |
| Endurance Financial Racing | CUPRA León TCR               | 45 | Carl Swift        | 1        |
| Essex & Kent Motorsport    | Hyundai i30 N TCR            | 38 | Lewis Kent        | összes   |
| LMS Racing                 | CUPRA León TCR               | 44 | Olli Parhankangas | 1        |
| DW Racing                  | Vauxhall Astra TCR           | 50 | Darelle Wilson    | 1–4, 6–7 |
| Sean Walkinshaw Racing     | Honda Civic Type R TCR (FK2) | 55 | Sean Walkinshaw   | 2, 7     |
| Sean Walkinshaw Racing     | Honda Civic Type R TCR (FK2) | 65 | Howard Fuller     | 1, 3     |

## Versenynaptár
A 2018-as versenynaptárat 2017 szeptemberében jelentették be. Az összes fordulót az Egyesült Királyságban rendezték meg.
| Verseny | Verseny | Pálya                                 | Pályarajz | Dátum         |
| ------- | ------- | ------------------------------------- | --------- | ------------- |
| 1       | 1       | Silverstone Circuit, Northamptonshire |           | április 1.    |
| 1       | 2       | Silverstone Circuit, Northamptonshire |           | április 1.    |
| 2       | 3       | Knockhill Racing Circuit, Fife        |           | május 13.     |
| 2       | 4       | Knockhill Racing Circuit, Fife        |           | május 13.     |
| 3       | 5       | Brands Hatch, Kent                    |           | június 3.     |
| 3       | 6       | Brands Hatch, Kent                    |           | június 3.     |
| 4       | 7       | Castle Combe Circuit, Wiltshire       |           | július 15.    |
| 4       | 8       | Castle Combe Circuit, Wiltshire       |           | július 15.    |
| 5       | 9       | Oulton Park, Cheshire                 |           | augusztus 4.  |
| 5       | 10      | Oulton Park, Cheshire                 |           | augusztus 4.  |
| 6       | 11      | Croft Circuit, North Yorkshire        |           | szeptember 9. |
| 6       | 12      | Croft Circuit, North Yorkshire        |           | szeptember 9. |
| 7       | 13      | Donington Park, Leicestershire        |           | október 14.   |
| 7       | 14      | Donington Park, Leicestershire        |           | október 14.   |

## Összefoglaló
| Verseny | Verseny | Helyszín                              | Pole-pozíció    | Leggyorsabb kör | Győztes         | Győztes                | Listavezető  | Előny |
| Verseny | Verseny | Helyszín                              | Pole-pozíció    | Leggyorsabb kör | versenyző       | csapat                 | Listavezető  | Előny |
| ------- | ------- | ------------------------------------- | --------------- | --------------- | --------------- | ---------------------- | ------------ | ----- |
| 1       | 1       | Silverstone Circuit, Northamptonshire | Daniel Lloyd    | Andreas Bäckman | Daniel Lloyd    | WestCoast Racing       | Daniel Lloyd | 25    |
| 1       | 2       | Silverstone Circuit, Northamptonshire |                 | Daniel Lloyd    | Daniel Lloyd    | WestCoast Racing       | Daniel Lloyd | 25    |
| 2       | 3       | Knockhill Racing Circuit, Fife        | Daniel Lloyd    | Aiden Moffat    | Daniel Lloyd    | WestCoast Racing       | Daniel Lloyd | 66    |
| 2       | 4       | Knockhill Racing Circuit, Fife        |                 | Josh Price      | Daniel Lloyd    | WestCoast Racing       | Daniel Lloyd | 66    |
| 3       | 5       | Brands Hatch, Kent                    | Daniel Lloyd    | Daniel Lloyd    | Daniel Lloyd    | WestCoast Racing       | Daniel Lloyd | 99    |
| 3       | 6       | Brands Hatch, Kent                    |                 | Andreas Bäckman | Daniel Lloyd    | WestCoast Racing       | Daniel Lloyd | 99    |
| 4       | 7       | Castle Combe Circuit, Wiltshire       | Oliver Taylor   | Daniel Lloyd    | Oliver Taylor   | Pyro Motorsport        | Daniel Lloyd | 82    |
| 4       | 8       | Castle Combe Circuit, Wiltshire       |                 | Daniel Lloyd    | Daniel Lloyd    | WestCoast Racing       | Daniel Lloyd | 82    |
| 5       | 9       | Oulton Park, Cheshire                 | Ashley Sutton   | Ashley Sutton   | Ashley Sutton   | Verizon Connect Racing | Daniel Lloyd | 78    |
| 5       | 10      | Oulton Park, Cheshire                 |                 | Stewart Lines   | Ashley Sutton   | Verizon Connect Racing | Daniel Lloyd | 78    |
| 6       | 11      | Croft Circuit, North Yorkshire        | Andreas Bäckman | Andreas Bäckman | Andreas Bäckman | WestCoast Racing       | Daniel Lloyd | 31    |
| 6       | 12      | Croft Circuit, North Yorkshire        |                 | Lewis Kent      | Oliver Taylor   | Pyro Motorsport        | Daniel Lloyd | 31    |
| 7       | 13      | Donington Park, Leicestershire        | Daniel Lloyd    | Daniel Lloyd    | Daniel Lloyd    | WestCoast Racing       | Daniel Lloyd | 61    |
| 7       | 14      | Donington Park, Leicestershire        |                 | Josh Price      | Josh Price      | JP Racing              | Daniel Lloyd | 61    |

## A bajnokság végeredménye

### Pontrendszer
- Időmérő edzés:[26]

| Helyezés | 1. | 2. | 3. | 4. | 5. | 6. | 7. | 8. | 9. | 10. |
| -------- | -- | -- | -- | -- | -- | -- | -- | -- | -- | --- |
| Pont     | 11 | 9  | 8  | 7  | 6  | 5  | 4  | 3  | 2  | 1   |

- Versenyek:

| Helyezés | 1. | 2. | 3. | 4. | 5. | 6. | 7. | 8. | 9. | 10. | 11. | 12. | 13. | 14. | 15. | 16. | 17. | 18. | 19. | 20. |
| -------- | -- | -- | -- | -- | -- | -- | -- | -- | -- | --- | --- | --- | --- | --- | --- | --- | --- | --- | --- | --- |
| Pont     | 40 | 35 | 30 | 25 | 21 | 19 | 17 | 15 | 13 | 11  | 10  | 9   | 8   | 7   | 6   | 5   | 4   | 3   | 2   | 1   |

### Versenyzők
(1–10 az időmérő edzésen elért pozíció; Félkövér: pole-pozíció, dőlt: leggyorsabb kör, a színkódokról részletes információ itt található.
| Poz. | Versenyző        | SIL | SIL | KNO | KNO | BHI | BHI | CAS  | CAS | OUL  | OUL | CRO | CRO | DON  | DON | Pont |
| ---- | ---------------- | --- | --- | --- | --- | --- | --- | ---- | --- | ---- | --- | --- | --- | ---- | --- | ---- |
| 1    | Daniel Lloyd     | 1   | 1   | 1   | 1   | 1   | 1   | 2    | 1   | 2    | 4   | 34  | Ki  | 1    | 3   | 514  |
| 2    | Oliver Taylor    | 35  | 3   | 23  | Ki  | 2   | 5   | 1    | 2   | 83   | 2   | 2   | 1   | 4    | 6   | 453  |
| 3    | Andreas Bäckman  | 48  | 2   | 4   | 5   | 63  | Ki  | 3    | 4   | 34   | 8   | 1   | 3   | 2    | 4   | 408  |
| 4    | Jessica Bäckman  | 810 | 6   | 78  | 6   | 45  | 2   | 64   | Ki  | 67   | 5   | 5   | 4   | 63   | 5   | 300  |
| 5    | Lewis Kent       | 114 | 11  | Ki7 | 8   | 34  | 7   | 45   | 6   | 58   | 3   | 67  | 6   | 89   | 9   | 278  |
| 6    | Stewart Lines    | 9   | 8   |     |     | 59  | 4   | Ki8  | Kiz | 76   | 6   | 73  | 5   | 5    | 2   | 208  |
| 7    | Finlay Crocker   | 6   | 9   | Ki6 | Ki  | 7   | Ki  | Ki6  | Ni  |      |     | 46  | 2   | 37   | 7   | 179  |
| 8    | Carl Swift       | 106 | 10  |     |     | 810 | Ki  | 57   | 3   | Ki10 | Ni  |     |     | 78   | 8   | 132  |
| 9    | Josh Price       |     |     | 35  | 2   | 96  | Ki  |      |     |      |     |     |     | Ki10 | 1   | 130  |
| 10   | Darelle Wilson   | Ki7 | 7   | 89  | 4   | 11  | 6   | Ni10 | Ni  |      |     | Ki8 | Ni  | Ni6  | Ni  | 101  |
| 11   | Derek Palmer Jr. | Ki  | 12  | 6   | 7   | Ni  | Ni  | Ki9  | 5   | 45   | Ki  |     |     |      |     | 99   |
| 12   | Howard Fuller    | 53  | 4   |     |     | 10  | 3   |      |     |      |     |     |     |      |     | 95   |
| 13   | Ashley Sutton    |     |     |     |     |     |     |      |     | 1    | 1   |     |     |      |     | 91   |
| 14   | Sean Walkinshaw  |     |     | 510 | 3   |     |     |      |     |      |     |     |     | 9    | 10  | 76   |
| 15   | Aiden Moffat     | 2   | Ki  | Ki2 | Ni  |     |     |      |     |      |     |     |     |      |     | 53   |
| 16   | Olli Kangas      | 79  | 5   |     |     |     |     |      |     |      |     |     |     |      |     | 40   |
| 17   | Tim Docker       |     |     |     |     |     |     |      |     | 9    | 7   |     |     |      |     | 30   |
| 18   | Robert Gilmour   |     |     |     |     | Ni8 | Ni  | Ni   | Ni  | Kiz9 | Kiz |     |     |      |     | -15  |
| Hn   | Alex Morgan      |     |     |     |     | Ki  | Ki  |      |     |      |     |     |     |      |     | –    |
| Poz. | Versenyző        | SIL | SIL | KNO | KNO | BHI | BHI | CAS  | CAS | OUL  | OUL | CRO | CRO | DON  | DON | Pont |

### Csapatok
| Poz. | Csapat                              | SIL | SIL | KNO | KNO | BHI | BHI | CAS  | CAS | OUL  | OUL | CRO | CRO | DON  | DON | Pont |
| ---- | ----------------------------------- | --- | --- | --- | --- | --- | --- | ---- | --- | ---- | --- | --- | --- | ---- | --- | ---- |
| 1    | WestCoast Racing                    | 1   | 1   | 1   | 1   | 1   | 1   | 2    | 1   | 2    | 4   | 1   | 3   | 1    | 3   | 984  |
| 1    | WestCoast Racing                    | 48  | 2   | 4   | 5   | 45  | 2   | 3    | 4   | 34   | 5   | 34  | 4   | 2    | 4   | 984  |
| 2    | Pyro Motorsport                     | 35  | 3   | 23  | Ki  | 2   | 5   | 1    | 2   | 83   | 2   | 2   | 1   | 4    | 6   | 458  |
| 3    | Maximum Motorsport                  | 9   | 8   |     |     | 59  | 4   | 57   | 3   | 76   | 6   | 73  | 5   | 5    | 2   | 367  |
| 3    | Maximum Motorsport                  |     |     |     |     | 810 | Ki  | Ki8  | Kiz | 9    | 7   |     |     | 78   | 8   | 367  |
| 4    | Essex & Kent Motorsport             | 114 | 11  | Ki7 | 8   | 34  | 7   | 45   | 6   | 58   | 3   | 67  | 6   | 89   | 9   | 292  |
| 5    | Verizon Connect Racing              | 6   | 9   | Ki6 | Ki  | 7   | Ki  | Ki6  | Ni  | 1    | 1   | 46  | 2   | 37   | 7   | 281  |
| 6    | Sean Walkinshaw Racing              | 53  | 4   | 510 | 3   | 10  | 3   |      |     |      |     |     |     | 9    | 10  | 180  |
| 7    | Laser Tools Racing / DPE Motorsport | 2   | 12  | 6   | 7   | Ni8 | Ni  | Ki9  | 5   | 45   | Ki  |     |     |      |     | 144  |
| 7    | Laser Tools Racing / DPE Motorsport | Ki  | Ki  | Ki2 | Ni  | Ni  | Ni  | Ni   | Ni  | Kiz9 | Kiz |     |     |      |     | 144  |
| 8    | BMR Autoglym Academy / JP Racing    |     |     | 35  | 2   | 96  | Ki  |      |     |      |     |     |     | Ki10 | 1   | 134  |
| 9    | DW Racing                           | Ki7 | 7   | 89  | 4   | 11  | 6   | Ni10 | Ni  |      |     | Ki8 | Ni  | Ni6  | Ni  | 110  |
| 10   | LMS Racing                          | 79  | 5   |     |     |     |     |      |     |      |     |     |     |      |     | 40   |
| 11   | Endurance Financial Racing          | 106 | 10  |     |     |     |     |      |     |      |     |     |     |      |     | 31   |
| Hn   | Wolf-Power Racing                   |     |     |     |     | Ki  | Ki  |      |     |      |     |     |     |      |     | –    |
| Poz. | Csapat                              | SIL | SIL | KNO | KNO | BHI | BHI | CAS  | CAS | OUL  | OUL | CRO | CRO | DON  | DON | Pont |

## Külső hivatkozások
- A TCR brit széria hivatalos honlapja Archiválva 2020. június 21-i dátummal a Wayback Machine-ben